# ものつくり大学
ものつくり大学（ものつくりだいがく、Institute of Technologists）は、埼玉県行田市に本部を置く日本の私立大学である。

## 概観

### 全体
計画時は「国際技能工芸大学」の仮称だったが、総長となる哲学者の梅原猛が「ものつくり大学」の大学名を提案し、そのまま採用された。また、英語名の「Institute of Technologists」はマネジメント（現代経営学）の創始者であるピーター・ドラッカー博士によって名づけられた。
2019年（令和元年）現在、ものつくり大学は「設備の充実度で『群を抜く』実践教育」と評価されている。

### 建学の精神（校訓・理念・学是）
基本理念は、以下の6つである。
- ものづくりに直結する実技・実務教育の重視
- 技能と科学・技術・経済・芸術・環境とを連結する教育・研究の重視
- 時代と社会からの要請に適合する教育・研究の重視
- 自発性・独創性・協調性をもった人間性豊かな教育の重視
- ものづくり現場での統率力や起業力を養うマネジメント教育の重視
- 技能・科学技術・社会経済のグローバル化に対応できる国際性の重視

## 沿革

### 略歴
1990年代、建設業現場での熟練職人の不足を憂えた建設関連学科の大学教員、専門事業者などが集まり、「サイト・スペシャルズ・フォーラム」（略称SSF）という任意団体を構成し、建設関係の新たな人材を育成する教育機関として「職人大学構想」を立案した。
実現へ各方面に働きかけていたところ、同様に製造業において高齢化加速による技能者の急減に危機感を抱いていた財団法人中小企業経営者福祉事業団（略称KSD; 現・あんしん財団）の理事長が賛同し、具体的な大学設置の計画が進むこととなった。
これらの経緯により、当初計画の建設業と、KSD会員の多い製造業との2系統の技能・技術者を育てる2学科を持つ大学として計画が進展した。当初は佐渡に設置する構想だったが、大学誘致の熱意があり、人材を集めやすい首都圏で広いキャンパス（校地）を得られることなどから、埼玉県行田市（現在のキャンパス）に設置されることとなった。
また、総長として著名な哲学者の梅原猛が参画することになり、梅原の熱い思いから、大学名は「ものつくり大学」と決定された。しかし、開学直前にKSD事件が発生し、文部科学省から、大学の開学の認可に際してKSDとその関連団体の関与を排除することを条件とされたため、現在はKSDとの直接の関係はない。

### 年表
- 1999年（平成11年）

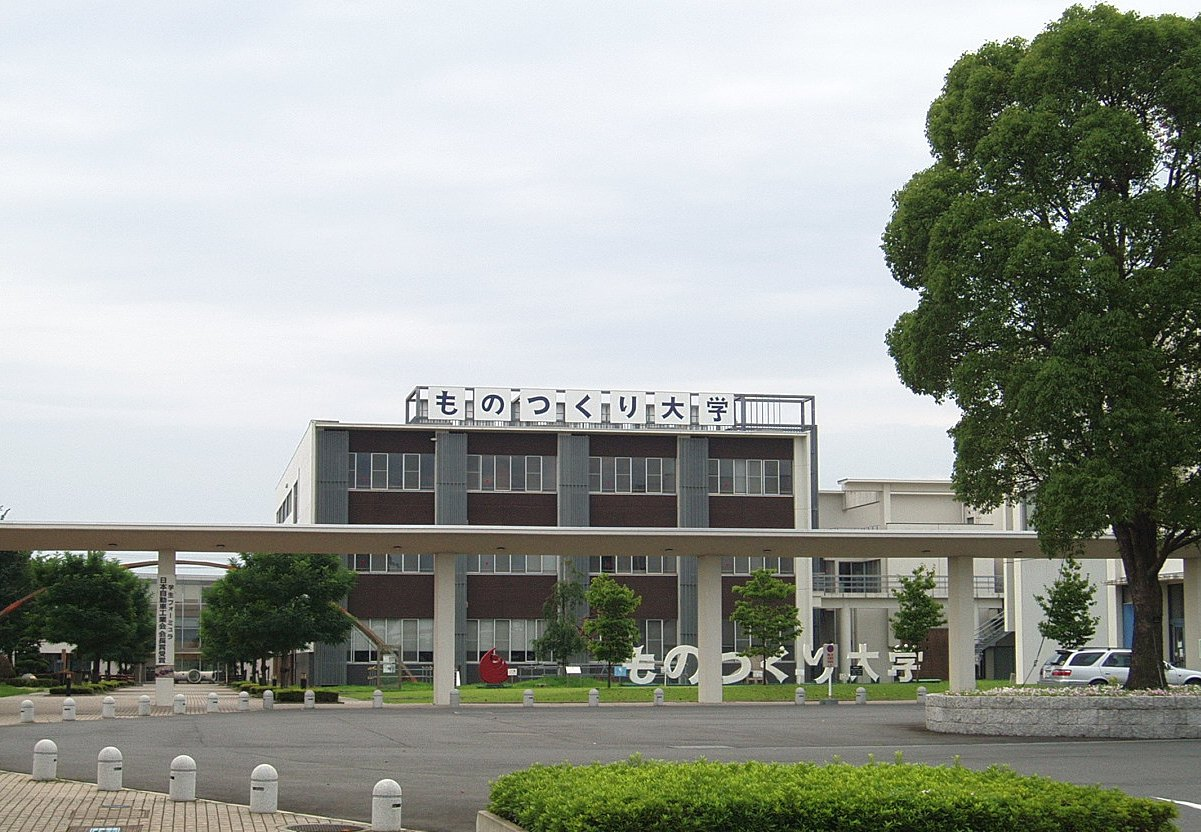
中央棟

  - 2月17日 - 文部省が財団法人国際技能工芸大学設立準備財団を認可
  - 9月30日 - 文部省が財団法人国際技能工芸大学から「財団法人ものつくり大学設立準備財団」への名称変更を認可
  - 12月2日 - 大学本部棟、図書情報センター、製造棟、建設棟、大学会館を着工
- 2000年（平成12年）
  - 5月27日 - ドーミトリ、合宿研修センター、体育館を着工
  - 12月26日 - 文部省が「学校法人国際技能工芸機構」設立と「ものつくり大学」設置を認可
- 2001年（平成13年）
  - 3月20日 - 大学本部棟、製造棟、建設棟、大学会館、ドーミトリ、体育館が竣工
  - 4月1日 - 「ものつくり大学」が開学（技能工芸学部・製造技能工芸学科、建設技能工芸学科）
- 2002年（平成14年）6月 - 中央棟に着工
- 2003年（平成15年）3月7日 - 中央棟が竣工
- 2004年（平成16年）11月30日 - 「ものつくり大学大学院」設置を文部科学省が認可
- 2005年（平成17年）4月1日 - 「ものつくり大学大学院」の開設（ものつくり学研究科ものつくり学専攻修士課程）
- 2010年（平成22年）4月1日 - 学校法人の名称を「学校法人ものつくり大学」に名称変更
- 2011年（平成23年）
  - 4月1日 - 学部の製造技能工芸学科を製造学科に、建設技能工芸学科を建設学科に名称変更
  - 10月30日 - ものつくり大学の創立10周年記念式典を実施
- 2018年（平成30年）4月1日 - 製造学科を総合機械学科に名称変更
- 2020年（令和2年）4月1日 - 創立20周年に向け「ロゴマーク」「ロゴタイプ」などブランドデザインを一新。ブランドカラーも制定[2]
- 2021年（令和3年）11月1日 - 開学20周年記念式典挙行
- 2022年（令和4年）4月1日 - 総合機械学科を情報メカトロニクス学科に名称変更／教養教育センター開設

## 基礎データ

### 所在地
- 〒361-0038 埼玉県行田市前谷333番地

### 象徴
- 『ものつくり大学校歌』の作詞は梅原猛、作曲は廣瀬量平である。

## 教育および研究

### 学部
技能工芸学部
- 製造学科（2018年度まで）
  - 先進加工技術コース
  - 機械デザインコース
  - 電気電子・ロボットコース
  - 情報マネジメントコース
- 情報メカトロニクス学科（2022年度より）　※以下の「コース」は履修モデル
  - 機械デザインコース
  - ロボットシステムコース
  - ヒューマンインタフェースコース
  - 生産システムコース
- 建設学科
  - 木造建築コース
  - 都市・建築コース
  - 仕上・インテリアコース
  - 建築デザインコース

### 大学院
ものつくり学研究科
- ものつくり学専攻（修士課程）
  - ものつくり学総合科目群
  - ものつくり学技能技術科目群
  - ものつくりプロジェクト科目群

### 附属機関

#### ものつくり研究情報センター
教員と産業界ならびに公的機関等との連携による共同研究や、在職者や求職者のためのものづくりに関わる教育・訓練を担い、地域産業振興等に結びつけるための活動を行う。

#### 図書館・メディア情報センター
文献資料の収集、管理、提供を行う図書館と、コンピュータ・ネットワークの拠点である情報センターを統合した施設である。

#### ドーミトリ
学生寮(原則1年間のみ入寮)、希望者は二年次以降の滞在も可。

## 学生生活
学校法人ものつくり大学の名誉会長の豊田章一郎（トヨタ自動車名誉会長）は2001年（平成12年）ものつくり大学を訪れ、製作したボートで競争レースも行う授業を視察。その際、「学生たちの目を見ると輝きが違う。いきいきしている」「モノづくりの本能が人間にはある」と述べている。

### 学園祭
学園祭は「碧蓮祭」と称し、例年10月に開催される。研究発表のほか、学園祭イベントの1つとして毎年、地元の小学生向けに「マンガンカーレース大会」を開催。学生の指導で、マンガン電池で動く模型自動車「マンガンカー」を製作し、ものづくりの楽しさを実感してもらっている。その他、同窓会や埼玉県技能士会連合会などによる子供向けのものづくりの機会を多数提供している。

## 大学関係者と組織

### 大学関係者一覧
- 大学[6]
  - 初代総長: 梅原猛（文化勲章受章者・哲学者）
  - 名誉学長: 神本武征（東京工業大学名誉教授）
  - 名誉学長：稲永忍（長崎県立大学法人理事長）

### 主な卒業生
- 金澤萌（左官職人）

### 学校法人ものつくり大学
- 名誉会長（歴代）: 豊田章一郎（トヨタ自動車株式会社取締役名誉会長）、庄山悦彦（株式会社日立製作所相談役）、宮本洋一（清水建設株式会社 代表取締役会長）
- 会長: 市橋保彦（日野自動車株式会社 元代表取締役会長）

### 大学関係者組織
- ものつくり大学同窓会[7][8]

## 施設

### キャンパス
- 交通アクセス：JR高崎線吹上駅下車、徒歩15分程度。もしくは、吹上駅1番のりば 朝日バス 佐間経由 各方面行きで約3分「ものつくり大学入口」停留所下車（キャンパス東側にある）、正門まで徒歩約5分。
  - これ以外に、吹上駅2番のりば朝日バス前谷経由各方面行きは、正門前の「ものつくり大学前」停留所に乗り入れるが、日中のみかつ本数が極めて少ない（ちなみにものつくり大学入口停留所にも停車）。

## 対外関係

### 他大学との協定

#### 国内大学
- 埼玉県北東部にある3大学の相互交流協定（平成国際大学、埼玉純真短期大学と）[9]
- 放送大学[10]

#### 海外大学
- 泰日工業大学(TNI)